# Krasnoarmejskij rajon (Ciuvascia)
Il Krasnoarmejskij rajon (in russo Красноармейский район?; in lingua ciuvascia: Красноармейски районӗ) è un rajon della Repubblica Autonoma della Ciuvascia, nella Russia europea; il capoluogo è il villaggio di Krasnoarmejskoe. Istituito il 9 gennaio 1935, ricopre una superficie di 456,39 chilometri quadrati e ospita una popolazione di 12 961 abitanti. Il rajon è suddiviso in 9 insediamenti rurali.